# Kurt von Forstner
Kurt Freiherr von Forstner (* 11. Januar 1882 in Gräfrath; † 19. Dezember 1962 in Potsdam) war ein deutscher Offizier und Schriftsteller.

## Leben

### Karriere
Nach dem Besuch der Hauptkadettenanstalt in Berlin-Lichterfelde trat er 1900 als Leutnant in das Kaiser Franz Garde-Grenadier-Regiment Nr. 2 ein. Am 19. August 1909 erfolgte seine Beförderung zum Oberleutnant. 1913 erfolgte seine Beförderung zum Hauptmann. Nach Ausbruch des Ersten Weltkrieges wurde er dem Reserve-Infanterie-Regiment Nr. 15 zugeteilt, mit dem er den gesamten Krieg über kämpfte.
Forstner schied 1919 als Major aus der Armee aus und betätigte sich die nächsten Jahre in vaterländischen Verbänden, so unter anderem in der DNVP, dem Alldeutschen Verband und dem Stahlhelm. Nach dem Machtergriff der Nationalsozialisten wirkte er im Reichsluftfahrtministerium und betätigte sich publizistisch. Im Jahre 1938 wurde er wegen der Vorbereitung zum Hochverrat zu vier Jahren Zuchthaus verurteilt.

## Werke
- Karthagos Untergang: Eine Warnung für Deutschland. J. F. Lehmann, 1921
- Das Königlich-Preußische Reserve-Infanterie-Regiment Nr. 15. Gerhard Stalling, 1929
- Das Kaiserliche Marine-Infanterie-Regiment Nr. 3 in den Stürmen des Weltkrieges von 1914–1918. Bernhard Sporn, 1936